# Птолемаіда (дочка Птолемея I)
Птолемаіда (дав.-гр. Πτολεμαΐς; III століття до н. е.) — македонська аристократка, дочка Птолемея I Сотера, остання дружина діадоха Деметрія Поліоркета і мати правителя Кирени Деметрія Красивого.

## Життєпис

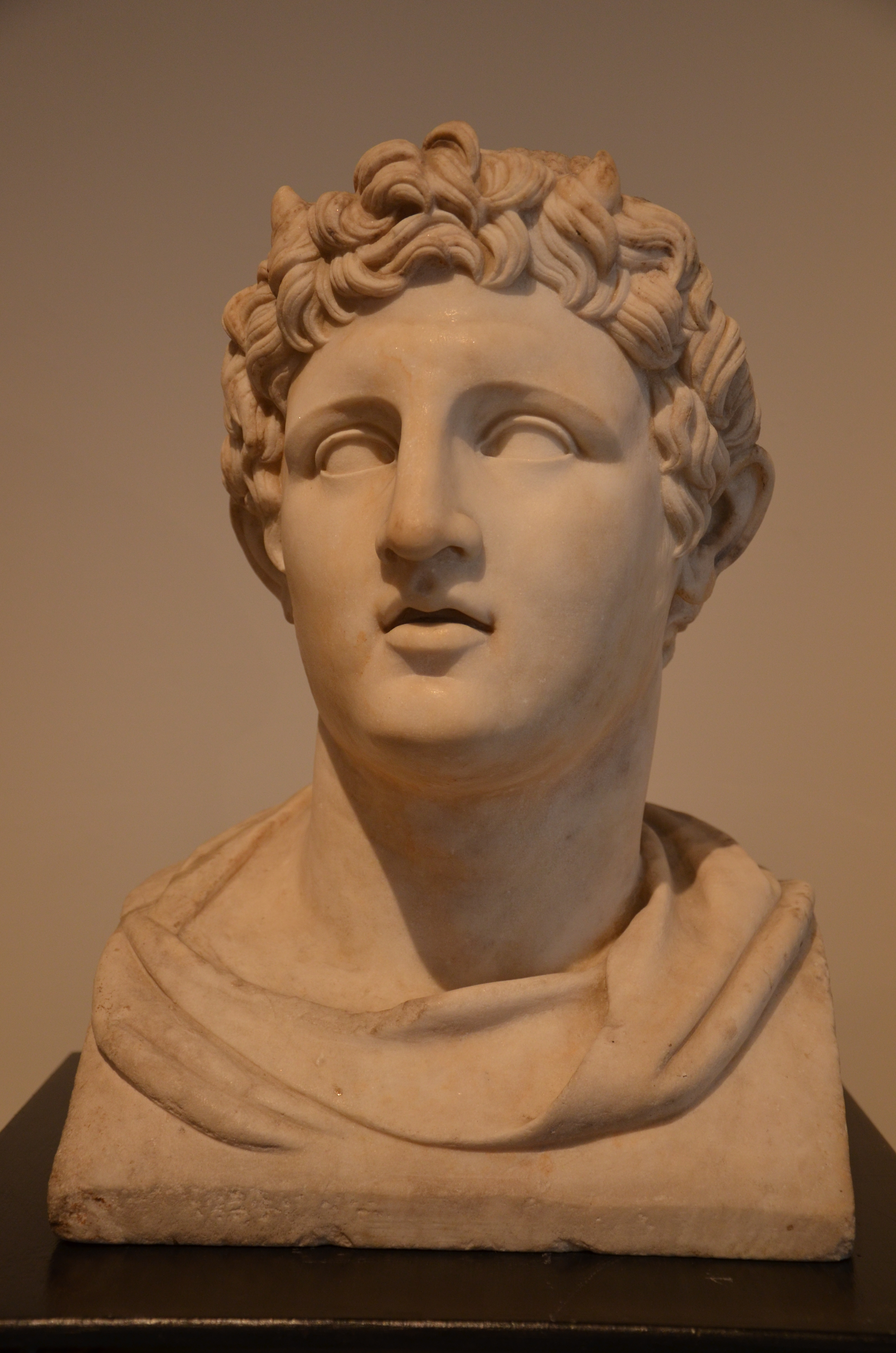
Погруддя Деметрія Поліоркета

Батьки Птолемаіди були нащадками знатних македонських аристократичних родів. Її батьком був діадох Птолемей Лагід, який при розпаді держави Александра встановив свою владу над Єгиптом і сусідніми територіями, а з 306/305 року до н. е. носив титул басилевса. Цей монарх був тричі одружений і мав безліч дітей. Птолемаіда була дочкою від другої дружини Еврідіки, дочки Антипатра, регента Македонії в 321—319 роках до н. е. В тому ж шлюбі народилися ще одна дочка, Лісандра, дружина македонського басилевса Александра V та Агафокла, сина діадоха Лісімаха і син Птолемей Керавн. Імовірно, в цьому шлюбі народилися ще сини Аргей і Мелеагр. Пізніше Птолемей Лагід одружився з Беренікою, яка народила йому ще одного сина (теж Птолемея) і двох дочок, Арсіною (дружину Лісімаха) і Філотеру.
Близько 299 року до н. е. Птолемаїда була заручена з діадохом Деметрієм Поліоркетом, сином Антигона Одноокого. Це сталося під час нетривалого зближення Деметрія та Птолемея I за сприянням Селевка I. Однак, внаслідок чергового погіршення відносин між діадохами, одруження було відкладене. Антикознавець Джеймс Ромм пов'язував з заручинами шляхетне поводження Птолемея I з полоненими родичами Деметрія, яких він схопив у 297 році до н. е. при захопленні Кіпру. 
Весілля відбулося лише у 287/286 роках до н. е., вже після того, як Деметрій Поліоркет втратив владу над Македонією. Воно сталося у Мілеті, куди Птолемаіда приїхала у супроводі своєї матері Еврідіки, яка була сестрою Філи — першої дружини Деметрія Поліоркета. На думку Джеймса Ромма, Птолемей I узгодив цей шлюб, оскільки на той час Деметрій вже не був для нього загрозою, але зять був в змозі продовжувати боротьбу проти його суперників — Лісімаха та Селевка I. Але німецький антикознавець Ганс Фолькманн вважав, що шлюб стався вже після того, як Еврідіка з дітьми була вимушена покинути Єгипет. 
Невдовзі після урочистостей, чоловік Птолемаіди відправився у похід до Малої Азії, де був розбитий та схоплений військами Селевка I. Все подальше життя він провів, як почесний бранець Селевкідів. Відомо про єдиного сина подружжя, Деметрія Красивого, правителя Кирени вбитого своєю дружиною Беренікою II. На Думку дослідника Кріса Беннета, малоймовірно, щоб у Птолемаіди з Деметрієм Поліоркетом були ще діти, враховуючи їх коротке спільне життя.
Німецький історик Вернер Хусс припустив, що Птолемаїда першим шлюбом була одружена з, невідомим за іншими джерелами, єгипетським царевичем Хеперкарою, імовірно нащадком фараона Нектанеба I. Ця версія була заснована на неправильному прочитанні напису PP VI 14564 і була спростована наступними археографічними відкриттями.